# Jurij Vitalijovics Dehterjov
Jurij Vitalijovics Dehterjov, ukránul: Юрій Віталійович Дегтерьов, oroszul: Юрий Витальевич Дегтерёв (Sztalino, 1948. október 5. – Doneck, 2022. október 9.) szovjet válogatott ukrán labdarúgó, kapus, edző.

## Pályafutása

### Klubcsapatban
1965 és 1983 között a Sahtyor Donyeck labdarúgója volt. A Sahtyorral 1980-ban és 1983-ban szovjetkupa-győztes volt. 

### A válogatottban
1968 és 1979 között 17 alkalommal szerepelt a szovjet válogatottban.

### Edzőként
2001–02-ben a Sahtar Doneck segédedzőjeként tevékenykedett.

## Sikerei, díjai
Sahtyor Donyeck
- Szovjet bajnokság
  - 2. (2): 1975, 1979
  - 3.: 1978
- Szovjet kupa
  - győztes (2): 1980, 1983

## Statisztika

### Mérkőzései a szovjet válogatottban
| Szovjetunió | Szovjetunió          | Szovjetunió                     | Szovjetunió   | Szovjetunió | Szovjetunió  | Szovjetunió  | Szovjetunió | Szovjetunió |
| #           | Dátum                | Helyszín                        | Hazai         | Eredmény    | Vendég       | Kiírás       | Gólok       | Esemény     |
| ----------- | -------------------- | ------------------------------- | ------------- | ----------- | ------------ | ------------ | ----------- | ----------- |
| 1.          | 1968. augusztus 1.   | Göteborg, Ullevi Stadion        | Svédország    | 2 – 2       | Szovjetunió  | barátságos   | -           |             |
| 2.          | 1977. március 20.    | Tunisz, Stade El Menzah         | Tunézia       | 0 – 3       | Szovjetunió  | barátságos   | -           |             |
| 3.          | 1977. május 10.      | Szaloniki, Kaftanzogliu-stadion | Görögország   | 1 – 0       | Szovjetunió  | vb-selejtező | -           |             |
| 4.          | 1977. május 18.      | Tbiliszi                        | Szovjetunió   | 2 – 0       | Magyarország | vb-selejtező | -           |             |
| 5.          | 1977. július 28.     | Lipcse, Zentralstadion          | NDK           | 2 – 1       | Szovjetunió  | barátságos   | -           |             |
| 6.          | 1977. október 5.     | Rotterdam, Feijenoord Stadion   | Hollandia     | 0 – 0       | Szovjetunió  | barátságos   | -           |             |
| 7.          | 1977. október 8.     | Párizs, Parc des Princes        | Franciaország | 0 – 0       | Szovjetunió  | barátságos   | -           |             |
| 8.          | 1978. február 26.    | Marrákes, El Harti Stadion      | Marokkó       | 2 – 3       | Szovjetunió  | barátságos   | -           |             |
| 9.          | 1978. március 8.     | Frankfurt, Waldstadion          | NSZK          | 1 – 0       | Szovjetunió  | barátságos   | -           |             |
| 10.         | 1978. április 5.     | Jereván, Hrazdan Stadion        | Szovjetunió   | 10 – 2      | Finnország   | barátságos   | -           | 46'         |
| 11.         | 1978. május 14.      | Bukarest, Augusztus 23. Stadion | Románia       | 0 – 1       | Szovjetunió  | barátságos   | -           | 78'         |
| 12.         | 1978. szeptember 6.  | Teherán, Arjamehr Stadion       | Irán          | 0 – 1       | Szovjetunió  | barátságos   | -           |             |
| 13.         | 1978. szeptember 20. | Jereván, Hrazdan Stadion        | Szovjetunió   | 2 – 0       | Görögország  | Eb-selejtező | -           |             |
| 14.         | 1978. október 11.    | Budapest, Népstadion            | Magyarország  | 2 – 0       | Szovjetunió  | Eb-selejtező | -           | 42'         |
| 15.         | 1978. november 19.   | Tokió, Komazawa stadion         | Japán         | 1 – 4       | Szovjetunió  | barátságos   | -           | 79'         |
| 16.         | 1978. november 26.   | Oszaka, Nagai stadion           | Japán         | 0 – 3       | Szovjetunió  | barátságos   | -           | 75'         |
| 17.         | 1979. április 19.    | Tbiliszi, Dinamo Stadion        | Szovjetunió   | 2 – 0       | Svédország   | barátságos   | -           | 46'         |
|             | Összesen             |                                 |               | 17          | mérkőzés     |              | 0           | gól         |